# Dick Haynes
Ne doit pas être confondu avec Dick Haymes.
Dick Haynes né le 9 janvier 1911 à Beaumont (Texas), mort le 24 novembre 1980 à Los Angeles est un animateur de radio et acteur américain.

## Biographie
Il fait ses débuts à la radio dans sa ville natale de Beaumont au Texas en 1941, puis en Louisiane, avant de se rendre sur la côte ouest à la radio californienne KLAK en 1946, qu'il quitte 10 ans plus tard. Alors qu'il travaillait pour la radio KFOX, il a été élu top country air personality de l'année 1969. Il a aussi tenu quelques rôles à la télévision et au cinéma. Il a une étoile sur le Walk of Fame à Hollywood en tant que personnalité de la radio,.

## Filmographie

### Cinéma
- 1957 : Kidnapping en dentelles (The Fuzzy Pink Nightgown)
- 1961 : La Planète fantôme
- 1962 : The Silent Witness
- 1968 : A Time to Sing
- 1969 : Ne tirez pas sur le shérif
- 1976 : La Loi de la montagne
- 1977 : Bad Georgia Road
- 1979 : Real Life
- 1980 : Getting Wasted

## Récompense
- Country Music DJ Hall of Fame (2003)